# Chasmatonotus unimaculatus
Chasmatonotus unimaculatus är en tvåvingeart som beskrevs av Friedrich Hermann Loew 1864. Chasmatonotus unimaculatus ingår i släktet Chasmatonotus och familjen fjädermyggor. Inga underarter finns listade i Catalogue of Life.